# Kattowitzer Zeitung
Kattowitzer Zeitung – niemiecka gazeta, założona w 1869 w Katowicach jako dziennik regionalny. W latach 1869–1874 nosiła nazwę „Allgemeiner Anzeiger für den oberschlesischen Industriebezirk” (pol. Podstawowe wskaźniki dla Górnośląskiego Okręgu Przemysłowego).

## Historia
Założycielem gazety był katowicki księgarz Gottfried Siwinna. Pierwszy numer wydano w 1869 pod nazwą „Allgemeiner Anzeiger für den oberschlesischen Industriebezirk”, która funkcjonowała do 1874. Wydawnictwo i drukarnia znajdowała się w kamienicy przy Grundmannstraße 12 (dziś ulica 3 Maja 12). Po podziale Górnego Śląska, Carl Siwinna sprzedał gazetę 1 grudnia 1921 i przeprowadził się do Berlina. Od 1921 drukiem książek i publikacji prasowych zajęła się spółka Katowice Company Ltd. W następnym roku gazeta stała się organem Deutsche Partei (pol. Niemieckiej Partii). W czasie II wojny światowej hitlerowcy przenieśli siedzibę dziennika na Roonstraße 11 (obecnie ul. Jana III Sobieskiego); jego zarządcą komisarycznym został Theodor Konopka. Ostatnie wydanie zostało opublikowane w dniu 23 stycznia 1945 (cztery dni przed wkroczeniem do Katowic Armii Czerwonej).